# Empire City
Empire City é uma cidade  localizada no estado norte-americano de Oklahoma, no Condado de Stephens.

## Demografia
Segundo o censo norte-americano de 2000, a sua população era de 734 habitantes.
Em 2006, foi estimada uma população de 739, um aumento de 5 (0.7%).

## Geografia
De acordo com o United States Census Bureau tem uma área de
28,2 km², dos quais 28,1 km² cobertos por terra e 0,1 km² cobertos por água. Empire City localiza-se a aproximadamente 325 m acima do nível do mar.

## Localidades na vizinhança
O diagrama seguinte representa as localidades num raio de 24 km ao redor de Empire City.